# Svadilfari

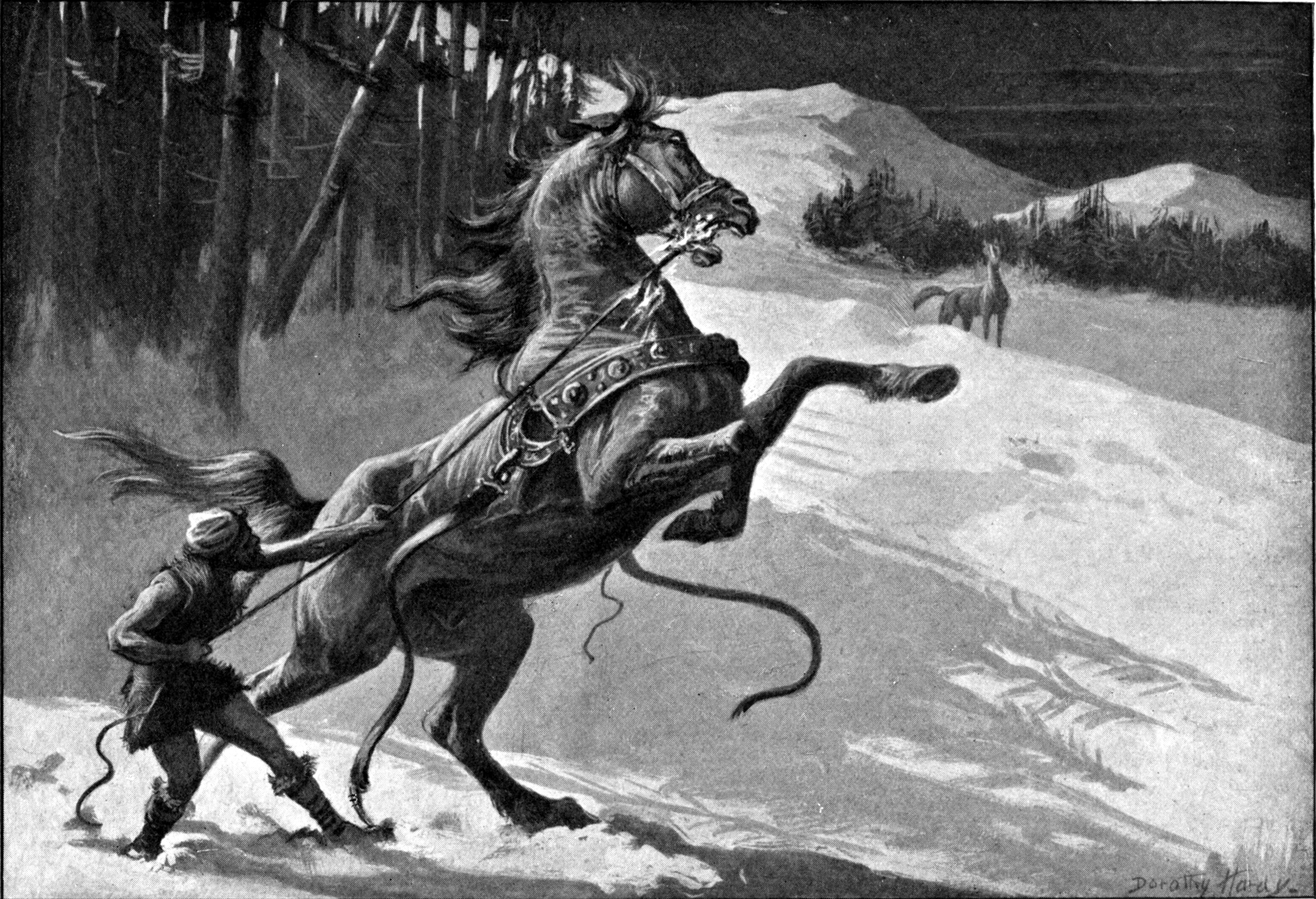
Loki und Svadilfari (1909) von Dorothy Hardy

Svadilfari (isländisch: Svaðilfari) ist ein Hengst aus der nordischen Mythologie und bedeutet „unglücklicher Reisender“.
Der Hengst gehört einem verkleideten und unbekannten Hrimthursen. Diesem wäre es mit der Hilfe Svadilfaris beinahe gelungen, die Mauer um die Götterburg Asgard in der vereinbarten Zeit zu errichten. Für diese Mauer hätte er Freyja zur Gemahlin erhalten. Jedoch wurde Svadilfari von Loki – im Körper einer Stute – verführt und dieser zeugte mit ihm Sleipnir, das achtbeinige Pferd Odins.